# Lista de episódios de Aqua Teen
Esta é uma lista de episódios do desenho Aqua Teen: O Esquadrão Força Total do Adult Swim.

## 1ª Temporada (2000 - 2002)
| #  | Título                                               |
| -- | ---------------------------------------------------- |
| 1  | "Rabbot"                                             |
| 2  | "Escape from Leprechaupolis"                         |
| 3  | "Bus of the Undead"                                  |
| 4  | "Mayhem of the Mooninites"                           |
| 5  | "Balloonenstein"                                     |
| 6  | "Space Conflict from Beyond Pluto"                   |
| 7  | "Ol' Drippy"                                         |
| 8  | "Revenge of the Mooninites"                          |
| 9  | "MC Pee Pants"                                       |
| 10 | "Dumber Dolls"                                       |
| 11 | "Bad Replicant"                                      |
| 12 | "Circus"                                             |
| 13 | "Love Mummy"                                         |
| 14 | "Dumber Days"                                        |
| 15 | "Interfection"                                       |
| 16 | "PDA"                                                |
| 17 | "Mail Order Bride"                                   |
| 18 | "Cybernetic Ghost of Christmas Past from the Future" |